# 菊池志穂
菊池 志穂（きくち しほ、1972年5月6日 - ）は、日本の女性声優。リマックス所属。神奈川県出身。

## 人物
- 以前はアーツビジョン[1]、81プロデュース[2]に所属していた。
- かつて丹下桜とユニット「ちぇりっしゅ・もんきい」を組んでいたことがある。
- 2002年秋に結成されたインディーズバンド「ロコモコストロー」のメンバーとしても活動している。
- 趣味は着物で、着付けの師範でもある[8]。その他の趣味は音楽、写真[8]、ピアノ、洋裁[3]。
- 2006年7月に第一子を[9]、2008年10月に第二子を出産[10]。

## 出演
太字はメインキャラクター。

### テレビアニメ
1995年
- しましまとらのしまじろう（ネズミ、プルル、パンダ）

1996年
- 機動戦艦ナデシコ（アマノ・ヒカル）
- こちら葛飾区亀有公園前派出所（1996年 - 1999年、女の子、女性、女、早乙女沙織、姫野由紀子）
- セイバーマリオネットJ（茂助）
- それいけ!アンパンマン（キイコ）

1997年
- HARELUYA II BØY（女子たち、少女）
- プリンセス・ルージュ（ルージュ）

1998年
- 聖ルミナス女学院（佐藤朝子）

1999年
- コレクター・ユイ（柳アキコ）
- 神八剣伝（ルーティ・オンミョウ）
- 超発明BOYカニパン（コアントロー）

2000年
- ヴァンドレッド（2000年 - 2001年、ブリッジクルーA、アマローネ・スランジーバ） - 2シリーズ
- 学校の怪談（黄泉路の鬼〈少女体〉）
- ゾイド -ZOIDS-（看護婦）

2001年
- サラリーマン金太郎（江沢有希、女子社員）
- 電脳冒険記ウェブダイバー（有栖川アオイ）

2002年
- 犬夜叉（紅葉）
- 爆転シュート ベイブレード シリーズ（2002年 - 2003年、立花ヒロミ） - 2シリーズ
- ぷちぷり*ユーシィ（女の子C）
- プリンセスチュチュ（騎士の恋人）
- フルメタル・パニック!（2002年 - 2018年、向井麻弥、佐伯恵那、クダン・ミラ） - 3シリーズ

2003年
- アストロボーイ・鉄腕アトム（テフェ）
- ストラトス・フォー（中村彩雲）

2004年
- それいけ!ズッコケ三人組（駒沢民）

2005年
- B-伝説! バトルビーダマン 炎魂（インディカス）

2006年
- よみがえる空 -RESCUE WINGS-（前田英美）

2008年
- 名探偵コナン（女性レポーター）

2010年
- 動物かんきょう会議（カンガルーのルーポ）

### 劇場アニメ
- がんばれゴエモン 地球救出大作戦（1998年、おみつ）
- 機動戦艦ナデシコ -The prince of darkness-（1998年、アマノ・ヒカル）
- 爆転シュート ベイブレード THE MOVIE 激闘!!タカオVS大地（2002年、立花ヒロミ）

### OVA
- 銀河お嬢様伝説ユナ（1995年、クラスメート）
- 宝魔ハンターライム（1996年、子供）
- ありす in Cyberland（1997年、如月真琴）
- 電脳戦隊ヴギィ'ズ★エンジェル（1997年、メリーヴェル）
- MASTERキートン（1998年、白鳥幸子〈少女時代〉）
- ときめきメモリアル（1999年、館林見晴）
- まんがビデオ 墓場鬼太郎（2001年、啓子）
- マジンカイザー（2002年 - 2003年、ロール） - 2作品[一覧 2]
- Memories Off 2nd（2003年、白河静流[14]）
- ランジェリー戦士パピヨンローゼ（2003年、つぼみ / パピヨンローゼ）
- ストラトス・フォー（2004年、中村彩雲）
- スパイペンギン（2012年、ジャンヌ、ねずみの子供）

### ゲーム
1994年
- ときめきメモリアル（館林見晴）

1995年
- 鉄拳2（風間準、州光）
- ときめきメモリアル対戦ぱずるだま（館林見晴）
- ときめきメモリアル〜forever with you〜（ナゾラー1号、迷子の子供、シャワー室の女の子、館林見晴）

1996年
- ありす in Cyberland（如月真琴）
- トゥルー・ラブストーリー（桂木綾音）

1997年
- あやかし忍伝 くの一番（葉隠楓）
- アルナムの翼 焼塵の空の彼方へ（カリン）
- 機動戦艦ナデシコ 〜やっぱり最後は「愛が勝つ」?〜（アマノ・ヒカル）
- 銀河お嬢様伝説ユナ3 LIGHTNING ANGEL（桜花）
- TILK 〜青い海から来た少女〜（ルイ）
- デジタルアンジュ 〜電脳天使SS〜（ミリネール）
- どきどきシャッターチャンス★〜恋のパズルを組み立てて〜（神崎唯）
- ときめきメモリアル 〜おしえてYour heart〜（館林見晴）
- ときめきメモリアルドラマシリーズ Vol.1 - 3（館林見晴）
- ときめきメモリアル対戦とっかえだま（館林見晴）
- Harmful Park（レスカ）
- パワードール2（アヤセ・ミノル）
- ホワイトダイアモンド（ミュウ）
- マリア 君たちが生まれた理由（筒井マリア）
- メルティランサー Re-inforce（パトリシア）

1998年
- あやかし忍伝 くの一番プラス（葉隠楓）
- EVE The Lost One（坂井綾乃）
- 火星物語（シェイル）
- ときめきの放課後 〜ねっ☆クイズしよ▽〜（館林見晴）
- ときめきメモリアル ドラマシリーズ vol.2 彩のラブソング（館林見晴）
- 機動戦艦ナデシコ The blank of 3years（アマノ・ヒカル）
- ボンバーマンワールド（サイクロンボンバー）
- ボンバーマンウォーズ（ボンバーウィッチ、ボンバーフェアリー、ボンバーアーチャー、サイクロンボンバー）
- ゆうわくオフィス恋愛課（姫川天音）

1999年
- アイドル雀士を作っちゃおう♥（早乙女ちるる）
- ガレリアンズ（リリア）
- 機動戦艦ナデシコ NADESICO THE MISSION（アマノ・ヒカル）
- THE KING OF FIGHTERS '99（ウィップ）
- 鉄拳タッグトーナメント（風間準、州光）
- ときめきメモリアル ドラマシリーズ vol.3 旅立ちの詩（館林見晴）
- ときめきメモリアルPOCKET カルチャー編 / スポーツ編（館林見晴）
- ファーランドサーガ 時の道標（アリス）
- メルティランサー The 3rd Planet（パトリシア・マクガーレン）

2000年
- THE KING OF FIGHTERS 2000（ウィップ）
- 対戦恋愛シミュレーション トリフェルズ魔法学園（アリエル・ヴォルニッシュ）

2001年
- アイシア（伊藤ひかる）
- THE KING OF FIGHTERS 2001（ウィップ）
- ときめきメモリアル2 Substories Memories Ringing On（館林見晴）
- Memories Off 2nd（白河静流）

2002年
- ガレリアンズ:アッシュ（リリア）
- THE KING OF FIGHTERS 2002（ウィップ）
- スーパーロボット大戦シリーズ（2002年 - 2019年、アマノ・ヒカル） - 7作品
- どこまでも青く…（穂村悠夏）
- 想い出にかわる君 〜Memories Off〜（白河静流）

2003年
- ヴィオラートのアトリエ 〜グラムナートの錬金術士2〜（ブリギット・ジーエルン、シュトーラ）
- THE KING OF FIGHTERS 2003（ウィップ）
- ビストロ・きゅーぴっと2（マートル・ラズベリー）
- ぷよぷよ シリーズ（2003年 - 2020年、アミティ） - 9作品
- Memories Off Duet（白河静流）

2004年
- THE KING OF FIGHTERS NEOWAVE（ウィップ）
- Memories Off 〜それから〜（白河静流）

2005年
- THE KING OF FIGHTERS XI（ウィップ）

2006年
- Another Century's Episode 2（アマノ・ヒカル）
- Angel Love Online（プレイヤーキャラクター）

2007年
- Another Century's Episode 3 THE FINAL（アマノ・ヒカル）

2009年
- THE KING OF FIGHTERS 2002 UNLIMITED MATCH（ウィップ）

2011年
- 謎惑館 〜音の間に間に〜

2013年
- ぷよぷよ!!クエスト（2013年 - 2023年、アミティ、フラウ、ザラ）

2017年
- THE KING OF FIGHTERS XIV（ウィップ）

2018年
- フルメタル・パニック！ 戦うフー・デアーズ・ウィンズ（クダン・ミラ）
- JUDGE EYES:死神の遺言（ぷよぷよ）
- THE KING OF FIGHTERS ALLSTAR（ウィップ）

2021年
- THE KING OF FIGHTERS XV（ウィップ）

2022年
- セガNET麻雀 MJ（アミティ）

### ドラマCD・カセット
- BOOM TOWN  SONG SONG SONG（1996年、愛里）
- アニメイトカセットコレクション 機動戦艦ナデシコ 「ナデシコ対ゲキ・ガンガー対宇宙人」……って、オイ!?（1997年、アマノ・ヒカル）
- アニメイトカセットコレクション 機動戦艦ナデシコ 2 ナデシコ・ばらえてい（仮題）（1998年、アマノ・ヒカル）
- ときめきメモリアル 彩のラブソング with you vol.1 - 5（1998年、館林見晴）
- 「ときめきメモリアル」旅立ちの詩 so long（1999年、館林見晴）
- 成恵の世界（2002年、永岡四季）
- 1年777組（2005年、こりす母）
- ドラマCD「ぷよぷよ」Vol.2 - 4（2012年 - 2013年、アミティ、ナレーション）

### 吹き替え
- オオカミの誘惑（2005年、ユ・ジェヒ）

### ラジオ
※はインターネット配信。
- おさるのさんぽみち（1995年10月 - 1996年6月→1996年10月 - 12月、鎌倉エフエム放送）
- 電脳戦隊ヴギィ'ズ★エンジェルSR（1996年 - 1997年、ラジオ関西）
- さるカニ合戦!（1996年、鎌倉エフエム放送）
- トゥルー・ラブストーリー パジャマでいっしょにネ（1997年、文化放送）
- 菊池志穂のMOTTO!!金曜日（1998年、TOKYO-FM）
- 超機動放送アニゲマスター（1997年 - 1998年、文化放送）
- おさるのうっきーサマー（1999年、エフエムさがみ）
- MONTHLY TUESDAY（2007年、新潟県民エフエム放送）

ラジオCD
- 電脳戦隊ヴギィ'ズ★エンジェルSR 菊池志穂のSUPER RADIO VOL.1 - 3（1996年）

### 特撮
- ボイスラッガー（1999年、ツェドゥアの妖精役）
- ぼうけん!メカラッパ号（2000年、シジミの声）

### テレビドラマ
- 六番目の小夜子（2000年、リリカの声）

### テレビ番組
- 声♥遊倶楽部（1995年 - 1996年、Piパーズの一人）

### 映像商品
- メモオフ・ファーストコンサート（2002年3月20日）

## ディスコグラフィ

### シングル
1. きみとぼくのうた（1997年12月17日）
  - きみとぼくのうた - 作詞：康珍化 / 作曲：辻剛 / 編曲：京田誠一
  - ひとりぼっちということ - 作詞：康珍化 / 作曲：階一喜 / 編曲：京田誠一
2. Dream Child（1998年4月22日）
  - Dream Child - 作詞：康珍化 / 作曲：濱方保 / 編曲：京田誠一
  - 朝 - 作詞：岩切修子 / 作曲：上野義雄 / 編曲：京田誠一
3. スカートのポケット（1999年1月20日）
  - スカートのポケット - 作詞：康珍化 / 作曲：山川恵津子 / 編曲：京田誠一
  - 今日も明日もいつもの道で - 作詞：白峰美津子 / 作曲：上野義雄 / 編曲：京田誠一

※表題曲の「スカートのポケット」は円谷優子のカバー。歌詞は康珍化により改変されている。
4. 和音（2005年11月5日）

### オリジナルアルバム
| 枚  | 発売日        | タイトル         | 規格品番 |
| --- | ------------- | ---------------- | -------- |
| 1st | 1998年7月23日 | いっしょがいいな |          |

### ミニアルバム
| 枚  | 発売日         | タイトル           | 規格品番   | 備考            |
| --- | -------------- | ------------------ | ---------- | --------------- |
| 1st | 1999年9月17日  | I                  | FSCA-10095 |                 |
| 2nd | 2000年9月      | life               | SMN-0830   | 全作詞、3曲作曲 |
| 3rd | 2001年12月17日 | Climb The Mountain | ST-652791  |                 |

### ロコモコストロー名義
- Spring Field（2003年5月3日）
- sofa（2004年5月3日）

### キャラクターソング
| 発売日   | 商品名                                                            | 歌                                                                               | 楽曲 | 備考                                                 |
| 1997年   | 1997年                                                            | 1997年                                                                           | 1997年 | 1997年                                               |
| -------- | ----------------------------------------------------------------- | -------------------------------------------------------------------------------- | --- | ---------------------------------------------------- |
| 8月21日  | 「ときめきメモリアル」ボーカル・ベスト・コレクション4             | 館林見晴（菊池志穂）                                                             | 「ふたりならHAPPY!」 | ゲーム『ときめきメモリアル』関連曲                   |
| 8月21日  | 「ときめきメモリアル」ボーカル・ベスト・コレクション4             | ときめきオールスターズ                                                           | 「♥(ハート)のスタートライン 〜with you〜」 | ゲーム『ときめきメモリアル』関連曲                   |
| 11月21日 | もしも私が天使だったら                                            | 館林見晴（菊池志穂）                                                             | 「もしも私が天使だったら」 「無口な風」 「ANGEL EYES」 | ゲーム『ときめきメモリアル』関連曲                   |
| 11月21日 | ときめきメモリアル FANTASTIC クリスマスパーティー                 | 館林見晴（菊池志穂）、朝日奈夕子（鉄炮塚葉子） with きらめき合唱隊               | 「サンタが町にやってくる」 | ゲーム『ときめきメモリアル』関連曲                   |
| 1998年   |                                                                   |                                                                                  | |                                                      |
| 1月21日  | Dream of you...                                                   | 館林見晴（菊池志穂）                                                             | 「Dream of You 〜Prologue〜」 「ダイアリーはつぼみのまま」 「もしも私が天使だったら」 「気まぐれエモーション」 「Intermission one:dream」 「無口な風」 「Dream of You」 「ANGEL EYES」 「コアラまいった！」 「Miss You…」 「Go! Go! パラメータ〜Miharu〜」 「Intermission:alone」 「あなただけのFairy」 | ゲーム『ときめきメモリアル』関連曲                   |
| 11月6日  | My Sweet Days                                                     | 館林見晴（菊池志穂）                                                             | 「青になれ！」 「ゴールすんぜんっ」 「イヴの夜〜a graduation's eve〜」 「My Sweet Days」 「ハートのスタートライン」 「手をつないでいて」 「ラビリンス -あなたに届くまで-」 「SPRING DREAM」 「フィフネルの宇宙服」 「ふたりならHAPPY!」 「Over the sky」                                                | ゲーム『ときめきメモリアル』関連曲                   |
| 1999年   |                                                                   |                                                                                  | |                                                      |
| 1月27日  | 聖ルミナス女学院(3) イメージアルバム ガールズ・トーク             | 佐藤朝子（菊池志穂）                                                             | 「魚のように」 | テレビアニメ『聖ルミナス女学院』関連曲               |
| 1月27日  | 聖ルミナス女学院(3) イメージアルバム ガールズ・トーク             | ルミナスガールズ・オールスターズ                                                 | 「To-bi-ra」 | テレビアニメ『聖ルミナス女学院』関連曲               |
| 2001年   |                                                                   |                                                                                  | |                                                      |
| 11月7日  | メモリーズオフ2nd・ミニアルバム・コレクションVol.2 イミテーション | 白河静流（菊池志穂）                                                             | 「イミテーション」 | ゲーム『Memories Off 2nd』関連曲                     |
| 2002年   |                                                                   |                                                                                  | |                                                      |
| 5月9日   | みんなでつくるメモオフCD!!                                        | 白河静流（菊池志穂）                                                             | 「breath」 | ゲーム『Memories Off 2nd』関連曲                     |
| 5月9日   | みんなでつくるメモオフCD!!                                        | メモオフ2ndメンバー                                                              | 「浜咲学園校歌斉唱」 | ゲーム『Memories Off 2nd』関連曲                     |
| 5月9日   | みんなでつくるメモオフCD!!                                        | 1st&2ndメンバー全15人                                                            | 「雨のち想い出」 | ゲーム『Memories Offシリーズ』関連曲                 |
| 2006年   |                                                                   |                                                                                  | |                                                      |
| 4月7日   | みんなでつくるメモオフCD!! Season 3                               | みんな&みんな                                                                    | 「紙ヒコーキの旅（メモオフバレンタインコンサートLive）」 | ゲーム『Memories Offシリーズ』関連曲                 |
| 2011年   |                                                                   |                                                                                  | |                                                      |
| 12月15日 | ぷよぷよ!! アニバーサリーサウンドコレクション                     | りんご（今井麻美）、アルル（園崎未恵）、アミティ（菊池志穂）、ウィッチ（佐倉薫） | 「ぷよぷよのうた 3+1スペシャルバージョン」 | ゲーム『ぷよぷよ!! Puyopuyo 20th anniversary』関連曲 |
| 2013年   |                                                                   |                                                                                  | |                                                      |
| 3月27日  | ぷよぷよ ヴォーカルトラックス                                     | アミティ（菊池志穂）                                                             | 「Her Dream Is To Be A Fantastic Sorceress」 | ゲーム『ぷよぷよ!! Puyopuyo 20th anniversary』関連曲 |

### その他参加楽曲
| 発売日        | 商品名                                                            | 歌 | 楽曲                               | 備考                                 |
| ------------- | ----------------------------------------------------------------- | --- | ---------------------------------- | ------------------------------------ |
| 2002年2月20日 | メモオフ・ファーストコンサートALBUM〜表も裏も完全ノーカット版！〜 | 間島淳司、山本麻里安、那須めぐみ、田村ゆかり、浅野るり、河合久美、利田優子、水樹奈々、菊池志穂、池澤春菜、仲西環、千葉紗子、南里侑香、小尾元政、REMI、KAORI. | 「MEMORIE I・N・G（Live）」        | ゲーム『Memories Offシリーズ』関連曲 |
| 2002年5月22日 | Birthday Disc Taurus                                              | 菊池志穂 | 「？」                             |                                      |
| 2004年3月20日 | USO800                                                            | ポアロ、今井麻美、榎本温子、浅野真澄、菊池志穂、O.T.Queen | 「BALSE」 「愛・おぼえていますか」 |                                      |

## その他

### 書籍
- 写真集 休日（山内順仁撮影、ムービック、1997年）